# Франсоа Перие
 Тази статия е за френския актьор.  За психоаналитика вижте Франсоа Перие (психоаналитик).  
Франсоа Перие (на френски: François Périer) е френски актьор. 

## Биография
Роден е на 10 ноември 1919 година в Париж. Учи във Висшата национална консерватория за драматично изкуство и от 1938 година започва да играе в театъра и киното. В следвоенните години придобива известност и играе във филми, като „Орфей“ („Orphée“, 1950), „Жервез“ („Gervaise“, 1956), „Нощите на Кабирия“ („Le notti di Cabiria“, 1957), „Самураят“ („Le Samouraï“, 1967).
Франсоа Перие умира на 29 юни 2002 година в Париж.

## Избрана Филмография
| година | филм              | оригинално заглавие | роля                        | режисьор        |
| ------ | ----------------- | ------------------- | --------------------------- | --------------- |
| 1950   | Орфей             | Orphée              | Мелина Амур                 |                 |
| 1956   | Жервез            | Gervaise            | Джелсомина                  |                 |
| 1957   | Нощите на Кабирия | Le notti di Cabiria | Оскар Д’Онофрио             | Федерико Фелини |
| 1967   | Самураят          | Le Samouraï         | Старши полицейски инспектор | Жан-Пиер Мелвил |
| 1970   | Червеният кръг    | Le Cercle rouge     | Санти                       | Жан-Пиер Мелвил |

- „Октопод“ („La Piovra“, 1984 – 2003)